# Rhodesiella foveata
Rhodesiella foveata är en tvåvingeart som först beskrevs av Lamb 1918.  Rhodesiella foveata ingår i släktet Rhodesiella och familjen fritflugor.
Artens utbredningsområde är Sri Lanka. Inga underarter finns listade i Catalogue of Life.